# Pico Zanjón Hondo
El Pico Zanjón Hondo (8°25′06″N 70°55′49″O / 8.4184, -70.9303) es un pico de montaña ubicado al oeste del Pico Humboldt y el parque nacional Sierra Nevada en el extremo sur del Estado Mérida. A una altitud de 3.323 m s. n. m. el Pico Zanjón Hondo es uno de los picos más altos en Mérida. 

## Ubicación
El Pico Zanjón Hondo está ubicada en el extremo oeste del parque nacional Sierra Nevada del Estado Mérida. Colinda hacia el oeste con páramo del Tuno y hacia el este con el páramo de Acequías. A poca distancia hacia el este se encuentran los monumentales pico Humboldt y pico Bolívar.